# Sky Express (Grecja)
Sky Express – grecka linia lotnicza założona w 2005, z siedzibą znajdującą się przy porcie lotniczym w Heraklionie. Przewoźnik obsługuje 52 połączenia na trasach krajowych, europejskich oraz kaukazkich. 

## Flota

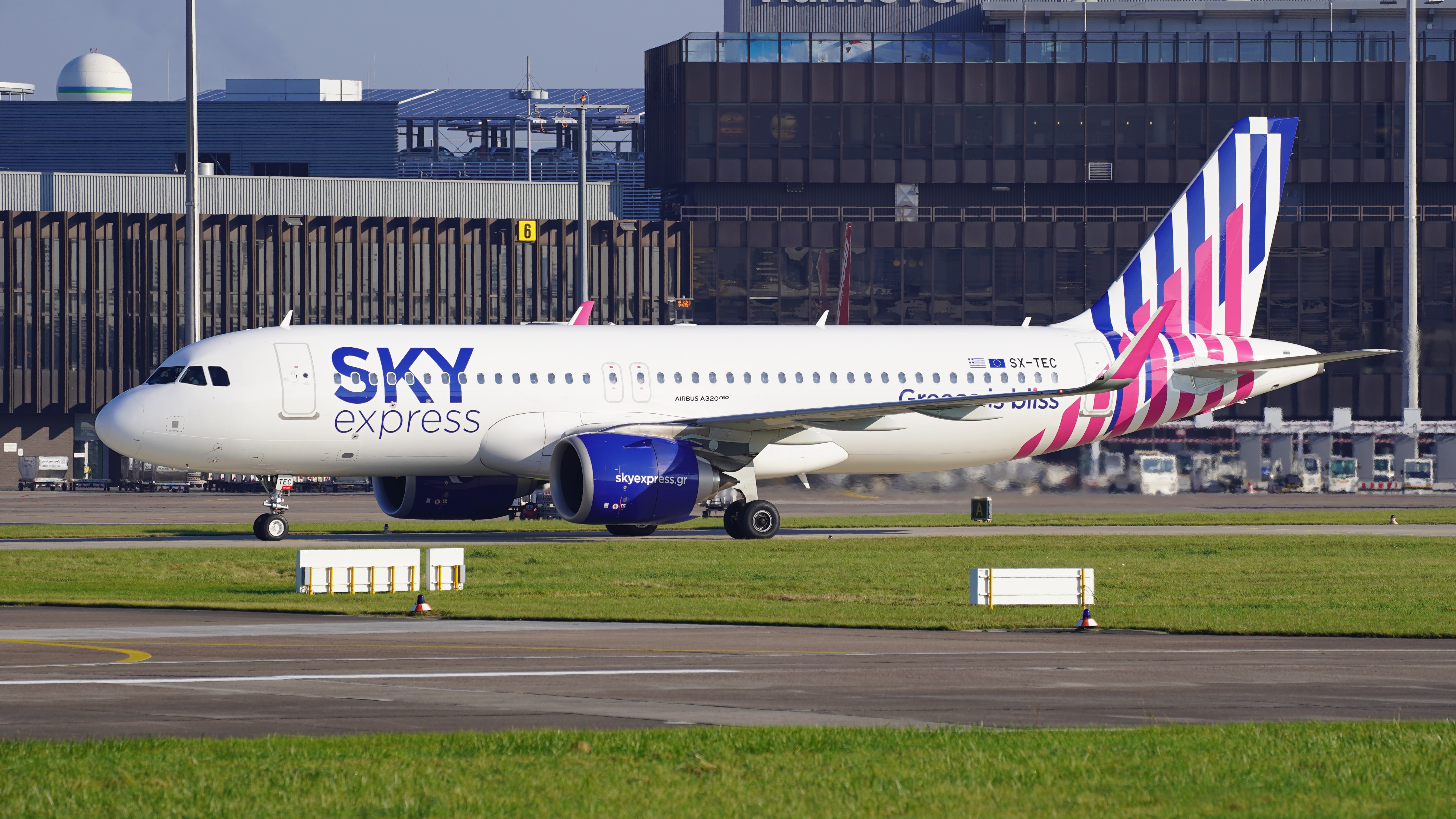
Sky Express Airbus A320neo

Według stanu na maj 2025 flota Sky Express składała się z 27 samolotów o średnim wieku 7,9 lat:
| Samolot         | Samolot | Samolot   | Liczba miejsc | Liczba miejsc | Liczba miejsc | Uwagi |
| Model           | Aktywne | Zamówione | B             | E             | Łącznie       | Uwagi |
| --------------- | ------- | --------- | ------------- | ------------- | ------------- | ----- |
| Airbus A320-200 | 1       | -         | -             | 180           | 180           |       |
| Airbus A320neo  | 10      | 2         | 8             | 158           | 166           |       |
| Airbus A320neo  | 10      | 2         | -             | 174           | 174           |       |
| Airbus A320neo  | 10      | 2         | -             | 186           | 186           |       |
| Airbus A321neo  | 2       | -         | -             | 230           | 230           |       |
| ATR 42-500      | 4       | -         | -             | 48            | 48            |       |
| ATR 72-600      | 10      | -         | -             | 72            | 72            |       |
| Łącznie         | 27      | 2         |               |               |               |       |